# Fjelie
Fjelie är en småort i Lomma kommun och kyrkby i Fjelie socken i Skåne, belägen längs riksväg 16 mitt emellan Lund och Bjärred.
Samhället har en utpräglad bykaraktär och omges av odlingslandskap. Bevarandet av det öppna odlingslandskapet runt byn är utpekat av länsstyrelsen som av länsintresse.
I byn ligger Fjelie kyrka.
Ortnamnet kommer från "fjäl" och "öghe" som betyder "bräda" respektive "hög", och man tror att en spång över ett lokalt vattendrag kan ha gett orten dess namn..

## Historik
Fjelie ligger placerad en högläntare del av Lundaslätten, ovanför Litorinavallen. De första kända bosättningarna på platsen härrör från neolitikum. Att platsen har varit bosatt sedan dess vittnar även de fasta fornlämningarna om. Bland dessa kan nämnas tre gravhögar placerade såväl inne i byn som i dess omedelbara närhet. Det finns också en bevarad gånggrift i Laxmans Åkarp – en gård alldeles utanför byn.
Den romanska sandstenskyrkan i byn, Fjelie kyrka uppfördes omkring 1130. Förekomsten av en  emporvåning tyder på närvaron av en lokal storman.
Vid storskiftet i början av 1800-talet bevarades endast tre gårdar på ursprunglig plats. I och med detta förändrades samhällets funktion i riktning mot centralort för hantverk, skola och kyrka för den omgivande landsbygden.
Den första byskolan uppfördes 1783 (byggnaden revs på 1960-talet.) En större skola uppfördes 1863-1864. Denna finns fortfarande bevarad idag. När denna skola blev för liten, uppfördes ett större skolhus 1907. Skolan var i drift fram till 1983, varefter har eleverna har skjutsats med buss till Bjärred. 
Fjelie fick ett stationshus 1901, uppfört av Theodor Wåhlin. Stationshuset låg längs järnvägen Lund-Bjärred. År 1939 stängdes järnvägen ned, men huset är fortfarande bevarat.